# Sjla sobaka po rojalju
Sjla sobaka po rojalju (russisk: Шла собака по роялю, da.: En hund gik langs klaveret) er en sovjetisk komediefilm fra 1978 instrueret af Vladimir Grammatikov.
Filmens manuskript er skrevet af Viktorija Tokoreva og er baseret på hendes roman En uromantisk mand

## Medvirkende
- Aljona Kisjjik som Tanja
- Aleksandr Fomin som Misja
- Valerij Kislenko
- Darja Maltjevskaja som Veronika
- Leonid Kuravljov
- Vladimir Basov som Gromov